# Циклометр

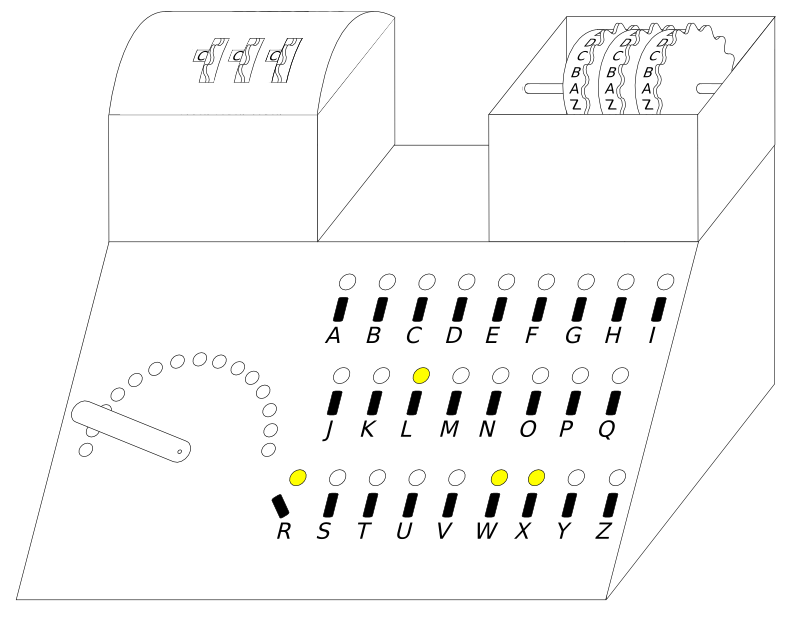
Циклометр (ескіз)

Циклометр — пристрій, розроблений, ймовірніше, в період з 1934 по 1935 рік польським криптологом Маріаном Реєвським — співробітником польського Бюро шифрів секції BS-4, яка займалася криптоаналізом німецьких систем шифрування. Цей пристрій дозволяв значно полегшити розшифровку тексту, зашифрованого німецькою портативною шифрувальною машиною «Енігмою». Використовувався для визначення довжини і кількості циклів перестановок, створюваних «Енігмою».

## Історія використання
Реєвський писав, що корисність каталогу характеристик залежала від кількості контактів, які використовували німці на своїх машинах «Енігма», і від відтворення ключів повідомлень. Підготовка каталогу була трудомістким процесом і зайняла більше року, але коли він був повністю готовий, то в 1935 році ключі поточного дня можна було отримувати протягом приблизно п'ятнадцяти хвилин.
З 1 листопада 1937 німці змінили «реверсивний барабан» або «рефлектор», що змусило Бюро шифрів почати роботу над новим каталогом характеристик. 15 вересня 1938 німці повністю змінили процедуру шифрування ключів повідомлення, зробивши каталог характеристик абсолютно марним. Польські криптографи були змушені шукати інші методи для розшифровки «Енігми», що призвело до створення «криптологічної бомби» Реєвского і перфорованих аркушів Зигальського.

## Будова і принцип роботи
Циклометр містив в собі копії відповідних рефлекторів в закритому електричному колі. Він також складався з двох комплектів роторів «Енігми», пов'язаних один з одним і розташованих так, щоб третій ротор в кожному наборі відстояв на три позиції від роторів в двох інших (утворюючи, наприклад, початкові позиції «NKU» і «NKX»). Це було пов'язано з тим, що при шифруванні повідомлень за допомогою «Енігми» після набору літери відбувався поворот ротора N на 1/26 обороту від його початкового положення, тобто на одну букву. Зсув ротора на три позиції дозволяв, таким чином, отримувати перестановки AD, BE, CF.
Пристрій мав ебонітову панель, на якій розташовувалися набори ламп і перемикачів, а також літери латинського алфавіту. Всі компоненти були підключені до 26 провідників, які з'єднували між собою набори роторів.
Для отримання характеристик шифру на одну з ламп, наприклад, «А», подавалася напруга. Струм проходив через першу систему роторів і при виході запалював ще одну лампу, наприклад, відповідну букві «N». Потім «N» подавалася на другу систему, і при виході з нього запалювалася, наприклад, лампа «J». Струм від неї входив в першу систему роторів. Процес тривав до того, як струм повертався на лампу «А».